# Војска новог обрасца
Војска новог обрасца (енгл. New Model Army) је основана 1645. од стране парламентараца у Енглеском грађанском рату, а расформирана 1660. после обнове монархије. Она се разликовала од других војски у низу грађанских ратова названих Ратови три краљевства по томе што јој је намена била поуздана служба на било ком месту у земљи (укључујући и у Шкотској и Ирској), уместо да буде везана за једну област или гарнизон. Њени војници су постали професионалци, а не повремене милиције. Како би се успоставио професионални официрски кадар, војним заповедницима је било забрањено да имају места било у Дому лордова или Дому комуна. То је требало да подстакне њихово одвајање од политичких или верских фракција међу парламентарцима.
Војска новог обрасца је прикупљена делом из реда ветерана који су већ имали дубоко укорењена пуританска религиозна уверења, а делом од регрута који су донели са собом многа укорењене ставове о религији или друштву. Стога су многи од њених обичних војника имали дисидентске или радикалне ставове јединствене међу енглеским војскама. Иако виши официри нису делили многе од политичких ставова својих војника, њихова независност од парламента довела је до спремности војске да допринесе обарања како Круне, тако и ауторитета парламента, и да се успостави краткотрајни Комонвелт Енглеска, који је обухватао период директне војне владавине. Коначно, генерали војске (нарочито Оливер Кромвел) су могли да се ослоне и на унутрашњу дисциплину војске, њену верску ревност и урођену подршку за "добри стари разлог" да одрже у суштини диктаторску власт.